# في الجحيم
في الجحيم (بالإنجليزية: In Hell)‏ هو فيلم حركة تم إنتاجه في الولايات المتحدة وصدر في سنة 2003.

## بطولة
- جين كلود فان دام
- لورانس تايلور

## الميزانية والإيرادات
بلغت تكلفة إنتاج الفيلم حوالي 17 مليون دولار.

## وصلات خارجية
- في الجحيم على موقع IMDb (الإنجليزية)
- في الجحيم على موقع روتن توميتوز (الإنجليزية)
- في الجحيم على موقع نتفليكس (الإنجليزية)
- في الجحيم على موقع قاعدة بيانات الأفلام العربية
- في الجحيم على موقع ألو سيني (الفرنسية)
- في الجحيم على موقع Turner Classic Movies (الإنجليزية)
- في الجحيم على موقع أول موفي (الإنجليزية)
- في الجحيم على موقع فيلمافينيتي (الإسبانية)
- في الجحيم على موقع قاعدة بيانات الأفلام السويدية (السويدية)
- في الجحيم على موقع قاعدة بيانات الفيلم (الإنجليزية)

1. ↑  وصلة مرجع: http://stopklatka.pl/film/skazany-na-pieklo. الوصول: 13 أبريل 2016.
2. ↑  وصلة مرجع: http://www.imdb.com/title/tt0339135/. الوصول: 13 أبريل 2016.
3. ↑  وصلة مرجع: http://www.allocine.fr/film/fichefilm_gen_cfilm=54492.html. الوصول: 13 أبريل 2016.